# George W. Joseph State Natural Area
Das George W. Joseph State Natural Area ist ein State Park im Multnomah County im US-Bundesstaat Oregon. Der 60 ha große Park liegt in der Columbia River Gorge, der Zugang erfolgt über Wege von den 76 m hohen Latourell Falls durch den angrenzenden Guy W. Talbot State Park. Das Gebiet des Parks gehörte George W. Joseph, einem Senator des Bundesstaats Oregon. Er und seine Erben schenkten 1934 und 1942 insgesamt 32 ha dem Staat Oregon, 1959 wurde das weitere Parkgebiet vom Multnomah County gekauft. Die Nutzung des Parks ist gebührenfrei. Der Park liegt am Oberlauf des Latourell Creek und ist dicht bewaldet. Ein Weg führt zu den 36 m hohen Upper Latourell Falls.